# Bundesstraße 269
Die Bundesstraße 269 (Abkürzung: B 269) ist eine deutsche Bundesstraße in Rheinland-Pfalz und dem Saarland. Sie führt von Lösnich über den Hunsrück bis zur französischen Grenze bei Überherrn. 
Von Lösnich führt sie als Zubringer auf die Ausbaustrecke der B 50 direkt östlich der Hochmoselbrücke und verlässt sie bei Longkamp wieder. Von Birkenfeld bis zur Anschlussstelle St. Wendel–Winterbach verläuft sie gemeinsam mit der B 41. Früher verlief sie zwischen Nohfelden und Tholey über Türkismühle, Gonnesweiler, Neunkirchen, Selbach und Theley, heute verläuft sie über St. Wendel.
Von 1811 bis 1824 war der Abschnitt zwischen der Grenze und Saarlouis Teil der Route impériale 72
"De Metz à Sarrelouis".

## Bundesstraße 269n
Seit 17. Februar 2003 wird für 78 Mio. Euro ein rund 11 km langes neues Teilstück zwischen der A 620 bei Saarlouis–Lisdorf und der französischen Grenze bei Überherrn gebaut, genannt B 269 neu. Dieses Teilstück schließt die Lücke zwischen dem französischen Autobahnnetz bei Saint-Avold (A 4) und dem deutschen Autobahnnetz bei Saarlouis (A 620) sowie der B 51 bei Ensdorf. Der letztgenannte Abschnitt hatte früher die Bezeichnung BAB 621.
Im Oktober 2007 wurde ein erstes Teilstück von Saarlouis-Lisdorf und dem Gewerbegebiet Häsfeld für den Verkehr freigegeben. Dieser Streckenabschnitt hat die Bezeichnung B 269n und eine Länge von 3,5 km. Er kostete 14 Mio. Euro. Am 11. Dezember 2008 wurde auch der Streckenabschnitt zwischen Anschluss B 51 und A 620 für den Verkehr freigegeben. Ende 2009 wurde der Abschnitt von der Differter Straße (mit einer provisorischen Auffahrt) bis zur Bundesgrenze zusammen mit der N33 im Zuge der Ortsumgehung Creutzwald auf französischer Seite fertiggestellt.
Am 28. August 2012 wurde der letzte Abschnitt vom Häsfeld bis zur Differter Straße mit den Anschlüssen Linslerhof/Langwies und Überherrn-Mitte für den Verkehr freigegeben. Nach Freigabe der B 269n begann man mit der grundhaften Sanierung der nunmehr vom Verkehr entlasteten Ortsdurchfahrten der ursprünglichen B 269. So wurden 2013 auch die Hochwald- und die Friedrich-August-Straße in Birkenfeld umfangreich neu gebaut. Vom 6. bis 24. August 2015 wurde der letzte Abschnitt in Alsweiler saniert.